# Walter Brandmüller
Walter Brandmüller PhD (Ansbach, Baviera, 5 de gener de 1929) és un cardenal alemany de l'Església Catòlica i president emèrit del Comitè Pontifici de Ciències Històriques.

## Biografia
Brandmüller va néixer el 1929 a Ansbach, Alemanya. La seva família era protestant, i ell es convertí al catolicisme durant l'adolescència. El seu pare era un oficial. Va estudiar a la Universitat Ludwig-Maximilians de Múnic el 1963, va obtenir un doctorat en història, amb la tesi doctoral: "Das Wiedererstehen katholischer Gemeinden al fossat Fürstentümern Ansbach und Bayreuth" ("El restabliment de les parròquies catòliques en els principats d'Ansbach i Bayreuth"); i va obtenir la "habilitació" el 1967 amb la tesi "Das Konzil von Pavia-Siena (1423-1424)" ("El consell de Pavia-Siena").

### Presbiterat
El 26 de juliol de 1953, va ser ordenat sacerdot a Bamberg per Joseph Otto Kolb, arquebisbe de Bamberg. Va fer treball pastoral a l'església de Sant Joan de Kronach (1953-1957), i a la de Sant Martí de Bamberg (1957-1960). A continuació, prosseguí els seus estudis a Múnic. Va exercir com a professor d'Història de l'Església i Patrologia a la Universitat de Dillingen del 30 d'octubre de 1969 fins al 1971. Del 7 d'octubre de 1970 fins a la seva jubilació en 1997 va ser professor d'Història Medieval i Moderna Església a la Universitat d'Augsburg. Des de 1971 fins a 1998, va ser rector de l'Assumpció, Walleshausen, Diòcesi d'Augsburg.
Especialista en la història dels concilis, va ser fundador i editor de la revista "Annuarium Conciliorum historiae" (Paderborn, 1969); i de la sèrie "Konziliengeschichte" (1979), que ha publicat 37 volums fins ara. També va publicar el "Manual d'Història de l'Església de Baviera" (Sant Ottilie, 1991-1999, 3 vols., En 4). De 1981 a 1998, va ser membre del Comitè Pontifici de Ciències Històriques. Va ser nomenat Prelat d'honor el 17 de juliol de 1983. El 22 de juliol de 1990, va rebre la Creu de l'Orde del Mèrit de la República Federal d'Alemanya, del president Richard von Weizsäcker. El 4 de juny de 1988 va ser reclamat pel Papa Joan Pau II per exercir com a President del President de la Comissió Internacional per a la Història de l'Església contemporània.
És un dels principals seguidors de la hermenèutica de la continuïtat, un paradigma d'interpretació del Concili Vaticà II, en línia amb els concilis ecumènics i amb el magisteri, en oposició a l'hermenèutica de la ruptura, sostinguda per l'Escola de Bolonya, segons la qual el Concili Vaticà II per la seva novetat marcaria un punt d'inflexió en la història de l'Església Catòlica.
Del 13 de juny de 1998 fins al el 3 de desembre de 2009, va ser president del Comitè Pontifici de Ciències Històriques. Des d'aquest càrrec col·laborà sovint amb el cardenal Joseph Ratzinger, llavors Prefecte de la congregació de la doctrina de la Fe per l'obertura dels arxius de la congregació. Des de 1997 és canonge del capítol de la basílica de Sant Pere des de 1997. El 20 de novembre de 2010 el Papa Benet XVI va elevar Brandmüller al Col·legi de Cardenals, amb el títol de cardenal diaca de S. Giuliano dei Fiamminghi. En tenir més de 80 anys en el moment de la seva elevació, Brandmüller no podia participar en un conclave.

### Episcopat
Tal com requereix el dret canònic per als cardenals, va ser nomenat bisbe. El 13 de novembre de 2010, a l'església de Santa Maria dell'Anima, va rebre la consagració episcopal de mans del cardenal Raffaele Farina, SDB, Arxiver i Bibliotecari de la Santa Romana Església, assistit per Ludwig Schick, arquebisbe de Bamberg i Giuseppe De Andrea.
És un dels cardenals que han celebrat la missa tridentina després de la reforma litúrgica del Papa Benet XVI.

## Honors
Creu de cavaller de l'orde al mèrit de la República Federal Alemanya – 22 de juliol de 1990
 Gran Creu de Cavaller de l'orde eqüestre del Sant Sepulcre de Jerusalem